# Различие и повторение
Различие и повторение (фр. Différence et Répétition) — работа французского философа Жиля Делёза, опубликованная в 1969 году.
Это диссертация Жиля Делёза, под руководством Мориса де Гандильяка, благодаря которой Делёз получил степень доктора гуманитарных наук. Различия и повторения были основным тезисом Делёза для доктора наук, наряду с его второстепенной исторической работой «Экспрессионизм в философии: Спиноза».
Работа предоставляет собой критику репрезентации. В книге Делёз развивает концепции различий и повторений, которые логически и метафизически предшествуют любой концепции идентичности. Некоторые комментаторы интерпретируют книгу как попытку Делёза переписать «Критику чистого разума» Иммануила Канта (1781) с точки зрения самого генезиса.

## Описание текста
Текст представляет собой попытку с разных точек зрения рассмотреть тему, которая является центральной в философской и культурной дискуссии того времени: то есть тема различий в её связи с идентичностью и повторением. Философия Хайдеггера поместила тему онтологического различия в центр его размышления; после психологической рефлексии Лакана структурализм размышлял о сосуществовании различий и повторений в пространстве бессознательного и языка. Сам Деррида во Франции выявлял в различии оригинальный и неснижаемый разрыв между бытием и языком, между знаком и традицией его значений; в современном мире, в целом, говорит Делёз, "Все тождества только симулированы, возникая как оптический «эффект» более глубокой игры — игры различия и повторения. ". Делёз, однако, не понимает различие как чистое отрицание: центральным элементом работы, вслед за мыслью Ницше, является, наоборот, различие, воспринимаемое, как чистое утверждение, как творческий акт.

## Содержание
Различие и повторения состоит из пяти глав, а также предисловия, введения и заключения.
- Введение. Повторение и различие

- Глава первая. Различие само по себе
- Глава вторая. Повторение для себя
- Глава третья. Образ мышления
- Глава четвёртая. Мыслительный синтез различия
- Глава пятая. Асимметричный синтез чувственного
- Заключение. Различие и повторение

## Социально-политические комментарий
Делёз иногда отходит от чистой философии к явно социально-политическим заявлениям. Эти заявления обычно относятся к левой риторике. Они включают:
"Мы говорим, что есть два способа призывать к «необходимым разрушениям»: способ поэта, который говорит от имени творческой силы, способной опрокинуть все порядки и представления, чтобы утвердить Различие в состоянии перманентной революции вечного возвращения; и способ политика, который озабочен прежде всего отрицанием того, что «отличается», для сохранения, продления установленного историей порядка или установления исторического порядка, который уже добивается своего представительства в мире”.
«настоящие революции одновременно похожи на праздники. Противоречие скорее не оружие пролетариата, но способ, которым буржуазия защищает и сохраняет себя; тень, за которой прячутся её претензии на решение задач».